# آگنته کارلسن
آگنته کارلسن (نروژی: Agnete Carlsen؛ زادهٔ ۱۵ ژانویهٔ ۱۹۷۱) بازیکن فوتبال زن اهل نروژ بود.
وی همچنین در تیم ملی فوتبال زنان نروژ بازی کرده‌است.
وی در مسابقات کشوری و بین‌المللی در مجموع برندهٔ ۲ مدال طلا، ۳ مدال نقره، ۱ مدال برنز شده‌است.